# Alfacar
Alfacar és un municipi situat en la part nororiental de la Vega de Granada (província de Granada), entre 915 i 1.200 m d'altitud, al vessant suroccidental de la Serra de l'Alfaguara, en el sud-est d'Espanya.
Té una extensió de 16,73 km²; i limita amb els pobles de Jun, Nívar, Víznar, Huétor Santillán i Güevéjar.
La localitat és coneguda per la qualitat de la seva aigua provinent de la gran diversitat de fonts i brolladors; així com pel prestigi reconegut dels seus forns de pa i la indústria panificadora que d'això depèn.